# Sietas Typ 154
Der Typ 154 ist ein Mehrzweckfrachtschiffstyp der Sietas-Werft in Hamburg-Neuenfelde. Von 1993 bis 1995 wurden vier Einheiten dieser Baureihe gefertigt. 

## Geschichte

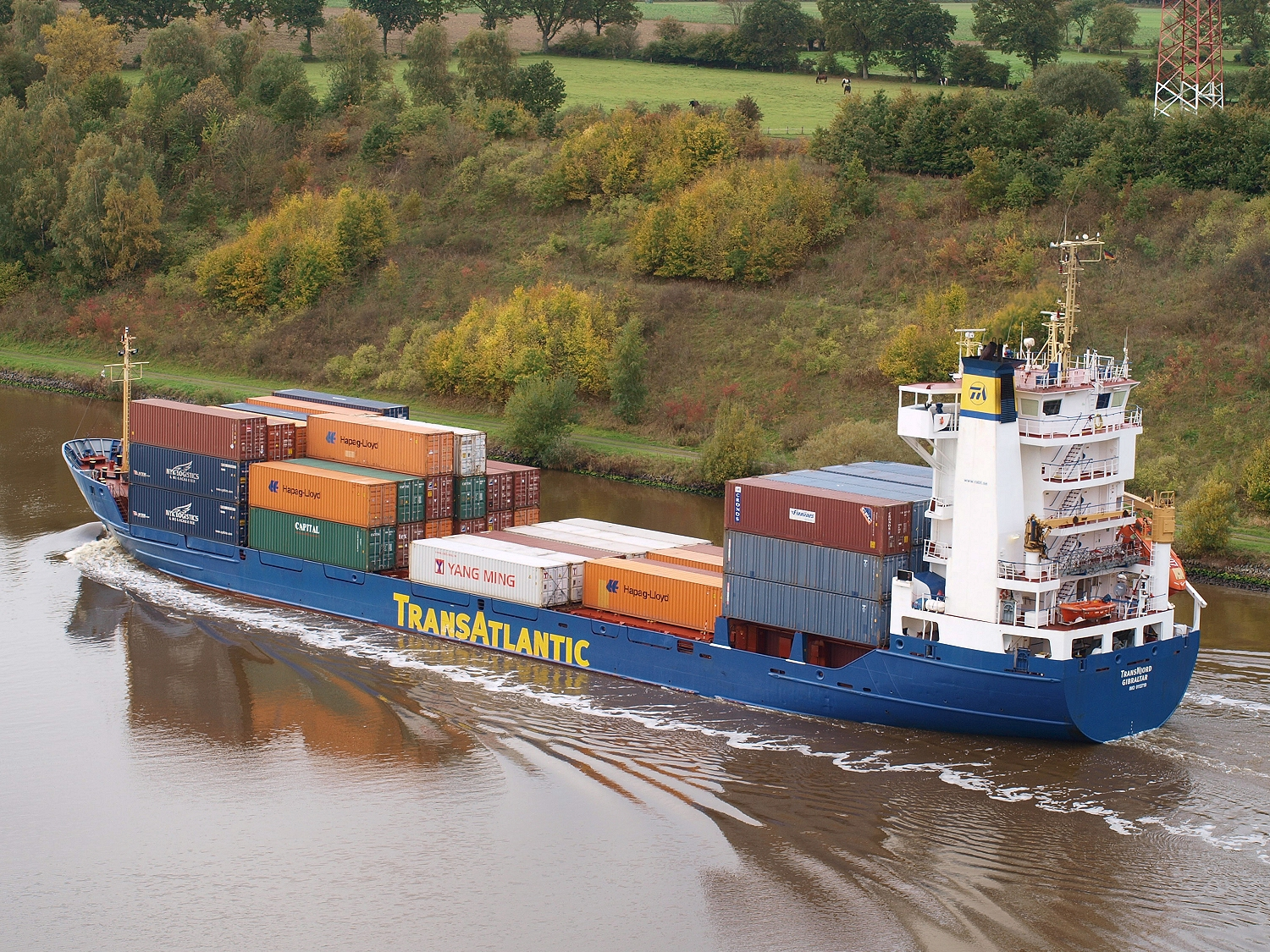
Die TransNjord (ehemals Julia Lehmann)

Die ersten zwei Schiffe des Typs 154 bestellte die in Hörsten ansässige Korrespondentreederei Claus Speck für die Partenreedereien MS „Odin“ Claus Markus Speck KG und MS „Yngve“ Claus Markus Speck KG. Die Kiellegung beider Einheiten fand im Oktober 1993 statt. Das Typschiff Odin lief am 27. September 1994 vom Stapel, absolvierte am 26. Oktober seine Probefahrt und wurde am 28. Oktober 1994 von der Werft abgeliefert. Der Stapellauf des zweiten Schiffs, das den Namen Frej erhielt, erfolgte am 17. Oktober 1994, seine Ablieferung am 25. November 1994. Zunächst setzte Reederei Speck beide Schiffe für die schwedische Paltrans Shipping AB mit Sitz in Västerås ein. Im Juni 2006 wurden sie langfristig an die Transatlantic Container Shipping AB in Göteborg verchartert, wo sie als Trans Odin und Trans Frej liefen. Seit Oktober 2013 werden die Schiffe mit ihren ursprünglichen Namen im Auftrag der Reederei Sun Line betrieben, die zur schwedischen Unternehmensgruppe Thor Shipping & Transport AB gehört.
Die zwei anderen Einheiten des Typs 154 orderte die Reederei Lehmann aus Lübeck als Korrespondentreeder für die Partenreedereien MS „Alessandra Lehmann“ Schiffahrts GmbH & Co. KG und MS „Julia Lehmann“ Schiffahrts GmbH & Co. KG. Die beiden Neubauten liefen am 22. Dezember 1994 als Alessandra Lehmann beziehungsweise am 19. Januar 1995 als Julia Lehmann vom Stapel. Noch vor ihrer Fertigstellung wurden auch diese Schiffe für fünf Jahre an die schwedische Paltrans Shipping AB in Västerås verchartert, welche sich an den Partenreedereien beteiligt hatte. Infolgedessen lieferte Sietas die Alessandra Lehmann am  21. Januar 1995 mit dem Namen Agila ab, die Julia Lehmann am 17. Februar 1995 mit dem Namen Alrek.
Im Mai 2006 erwarb Reederei Speck die Agila, um sie im Folgemonat zusammen mit der Odin und der Frej an die Transatlantic Container Shipping AB zu verchartern. Sie bekam hierzu den Namen Trans Agila. Das Schiff lief am 29. November 2012 im Kalmarsund nördlich der Ölandbrücke auf Grund. Der leckgeschlagene Havarist wurde zunächst nach Kalmar geschleppt und anschließend zum Abbruch an das Unternehmen Orla in Frederikshavn verkauft, wo das Schiff am 28. Januar 2013 eintraf.
Die Alrek (ehemals Julia Lehmann) bekam nach mehreren Eignerwechsel im Juni 2003 den Namen Maryam. Die schwedische Transatlantic Container Shipping AB erwarb das Schiff im April 2007 und setzte es anschließend als TransNjord gemeinsam mit den drei von Reederei Speck gecharterten Einheiten ein. Im Juni 2012 wurde die TransNjord für 1,5 Millionen US-Dollar an die dänische Reederei Corral Line mit Sitz in Gråsten verkauft, die sie in Alondra umbenannte und umgehend zum Viehtransporter umbauen wollte. Der Umbau verzögerte sich jedoch erheblich, so dass die Alondra jahrelang als Auflieger in Svendborg verblieb. Im Mai 2016 bekam die Karstensens Skibsvaerft in Skagen den Auftrag zum Umbau des Schiffs. Der Hauptteil der Arbeiten wurde von Ende Mai 2016 bis Ende Februar 2017 auf der Nauta-Werft in Gdynia (Polen) durchgeführt. Die Komplettierung der Alondra erfolgte bis August 2017 bei Karstensens in Skagen.

## Technik
Die in Sektionsbauweise gefertigten Schiffe sind 97,27 Meter lang und 15,90 Meter breit. Ihre verstärkten Rümpfe und sind für Eisdicken von bis zu 60 Zentimeter ausgelegt (Eisklasse E2). Die Tragfähigkeit der vier Einheiten variiert zwischen 4.470 dwt (Frej) und 4.550 dwt (Julia Lehmann). Sie können bis zu 304 20-Fuß-Standardcontainer (TEU) stauen. Bei einem Durchschnittsgewicht von 14 t je Container dürfen aus Stabilitätsgründen maximal 178 TEU geladen werden. Der Typ 154 besitzt zwei kastenförmige Laderäume mit hydraulischen Faltlukendeckeln. Die Laderäume haben einen Rauminhalt von 4.405 m³ (3.973 m³ Ballenraum). Die Tankdecke in den Laderäumen ist verstärkt und zum Transport von Schwergut geeignet.
Die Schiffe werden von einem 2.700 kW leistenden Dieselmotor des Typs MaK 8M453C angetrieben, der über ein Untersetzungsgetriebe auf einen Verstellpropeller wirkt. Für An- und Ablegemanöver besitzen sie ein elektrisch angetriebenes Bugstrahlruder mit 320 kW Leistung. An Bord befinden sich zwei Dieselgeneratoren und ein Wellengenerator zur Stromerzeugung. Zusätzlich wurde ein Notgenerator verbaut.

## Die Schiffe

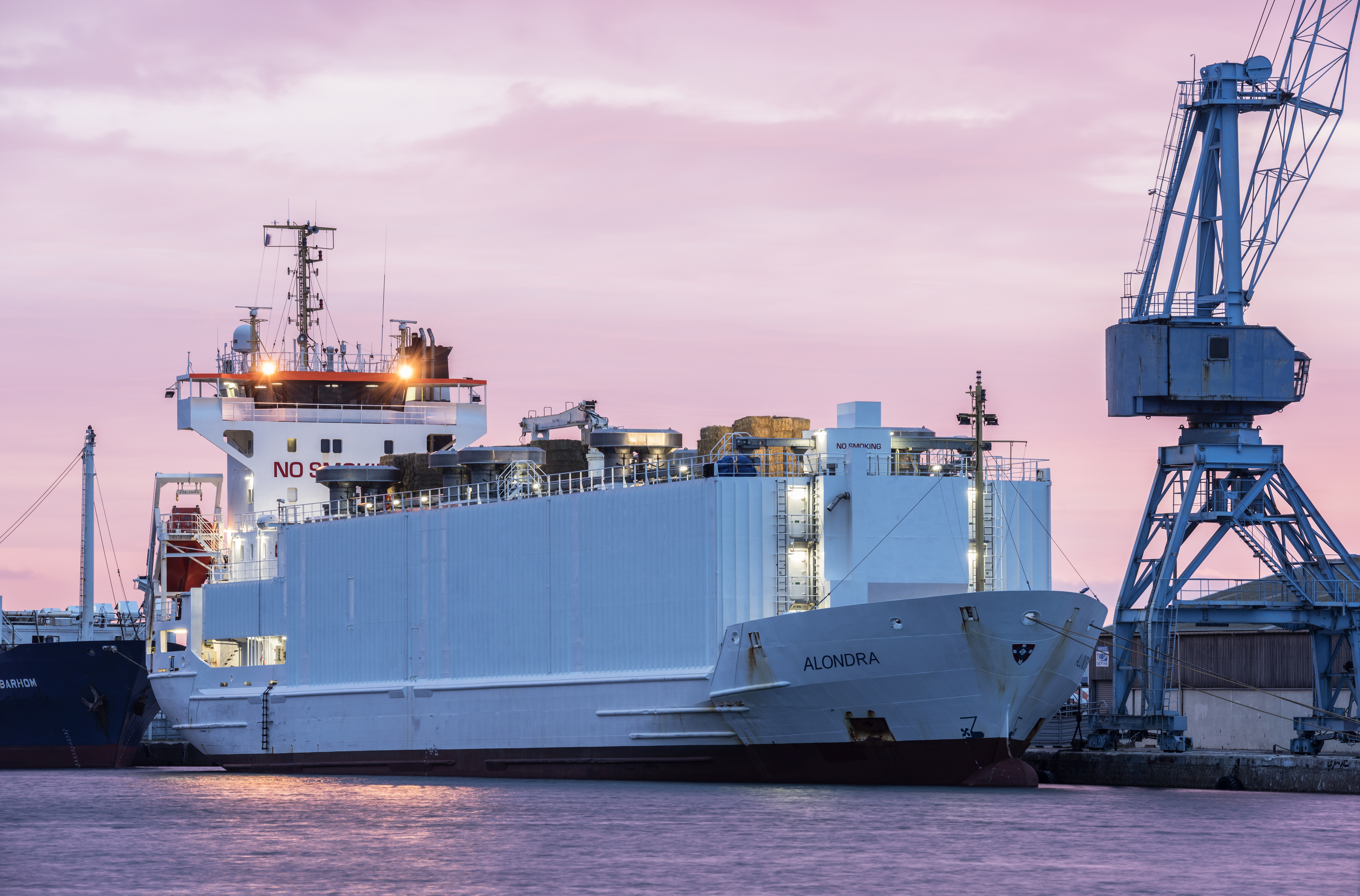
Die Alondra (ehemals Julia Lehmann) wurde 2016/17 zum Viehtransporter umgebaut

| Sietas Typ 154     | Sietas Typ 154 | Sietas Typ 154 | Sietas Typ 154                    | Sietas Typ 154                   | Sietas Typ 154 |
| Bauname            | Bau- nummer    | IMO- Nummer    | Kiellegung Stapellauf Ablieferung | Auftraggeber                     | Umbenennungen und Verbleib |
| ------------------ | -------------- | -------------- | --------------------------------- | -------------------------------- | --- |
| Odin               | 1100           | 9101144        | 26.10.1993 27.09.1994 28.10.1994  | KR Carsten Speck, Hörsten        | 6/2006 Trans Odin, 10/2013 Odin, so 2024 in Fahrt |
| Frej               | 1101           | 9101156        | 28.10.1993 17.10.1994 25.11.1994  | KR Carsten Speck, Hörsten        | 6/2006 Trans Frej, 10/2013 Frej, so 2024 in Fahrt |
| Alessandra Lehmann | 1102           | 9113707        | 17.11.1994 22.12.1994 21.01.1995  | KR Reederei Lehmann GmbH, Lübeck | abgeliefert als Agila, 6/2006 Trans Agila, am 29. November 2012 im Kalmarsund auf Grund gelaufen und leckgeschlagen, Anfang 2013 in Frederikshavn verschrottet                      |
| Julia Lehmann      | 1103           | 9113719        | 14.12.1994 19.01.1995 17.02.1995  | KR Reederei Lehmann GmbH, Lübeck | abgeliefert als Alrek, 6/2003 Maryam, 3/2007 TransNjord, 6/2012 Alondra, danach in Svendborg aufgelegt, von Mai 2016 bis August 2017 zum Viehtransporter umgebaut, so 2024 in Fahrt |